# NGC 4317
NGC 4317 is een niet-bestaand object in het sterrenbeeld Hoofdhaar. Het hemelobject werd op 13 maart 1785 ontdekt door de Duits-Britse astronoom William Herschel.